# Villerupt
Cet article possède un paronyme, voir Vy-lès-Rupt.
Villerupt (/vil.ʁy/) est une ville du Nord-Est de la France, chef-lieu de canton du département de Meurthe-et-Moselle, en région Grand Est, situé au sud-est de Longwy.
Ses habitants sont appelés les Villeruptiens.
La commune a la particularité d'être habitée en large majorité par des descendants d'immigrés italiens.

## Géographie
Villerupt est arrosée par l'Alzette qui poursuit son cours par le Grand-duché de Luxembourg avant de se jeter dans la Moselle.
Cette commune fut un village-frontière avec l'Allemagne entre 1871 et 1919. L'Empire allemand avait annexé la partie de la Lorraine, qui correspond à l'actuel département de la Moselle, non seulement pour des questions culturelles et linguistiques, mais aussi pour s'approprier les minerais de fer.
Il se trouve en effet que les géologues, en prospectant les couches connues géologiques de Moselle dont le pendage descend vers l'ouest dans cette partie du Bassin parisien, en déduisirent qu'il serait possible de retrouver les mêmes minerais plus en profondeur. Les plus accessibles étant les moins profondes, ce sont les villes-frontières qui, disposant de vastes mines à ciel ouvert, furent alors exploitées en priorité.
Villerupt doit son développement à l'exploitation de ces mines et fut donc au centre d'un enjeu qui suscita les convoitises des nations alentour.

### Écarts et lieux-dits
- Cantebonne, Micheville, Gaertchen, Haneberg, la Delle, la Forge Basse, Sur le pré, Orbeusse, les Quatre Chemins, Bois de Butte.

### Hydrographie
La commune est traversée par la ligne de partage des eaux entre les bassins versants du Rhin et de la Meuse au sein du bassin Rhin-Meuse. Elle n'est drainée par aucun cours d'eau,.

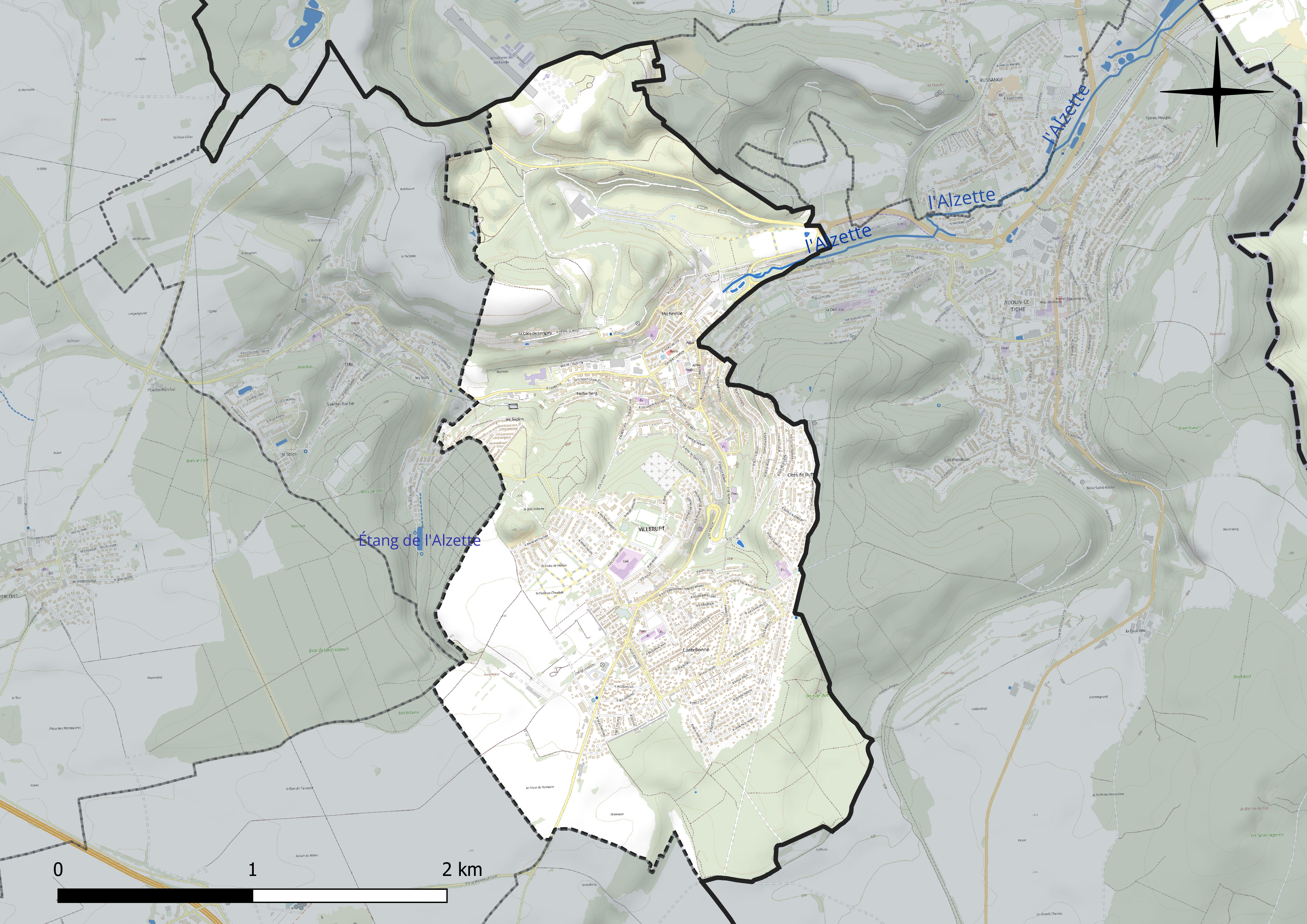
Réseau hydrographique de Villerupt.

### Climat
Pour des articles plus généraux, voir Climat du Grand Est et Climat de Meurthe-et-Moselle.
En 2010, le climat de la commune est de type climat de montagne, selon une étude du Centre national de la recherche scientifique s'appuyant sur une série de données couvrant la période 1971-2000. En 2020, Météo-France publie une typologie des climats de la France métropolitaine dans laquelle la commune est exposée à un climat semi-continental et est dans la région climatique  Lorraine, plateau de Langres, Morvan, caractérisée par un hiver rude (1,5 °C), des vents modérés et des brouillards fréquents en automne et hiver.
Pour la période 1971-2000, la température annuelle moyenne est de 9 °C, avec une amplitude thermique annuelle de 16,6 °C. Le cumul annuel moyen de précipitations est de 860 mm, avec 13,5 jours de précipitations en janvier et 9,3 jours en juillet. Pour la période 1991-2020, la température moyenne annuelle observée sur la station météorologique de Météo-France la plus proche, « Villette », sur la commune de Villette à 28 km à vol d'oiseau, est de 10,1 °C et le cumul annuel moyen de précipitations est de 909,4 mm. 
La température maximale relevée sur cette station est de 39 °C, atteinte le 25 juillet 2019 ; la température minimale est de −14,8 °C, atteinte le 20 décembre 2009,,.
Les paramètres climatiques de la commune ont été estimés pour le milieu du siècle (2041-2070) selon différents scénarios d'émission de gaz à effet de serre à partir des nouvelles projections climatiques de référence DRIAS-2020. Ils sont consultables sur un site dédié publié par Météo-France en novembre 2022.

## Urbanisme

### Typologie
Au 1er janvier 2024, Villerupt est catégorisée ceinture urbaine, selon la nouvelle grille communale de densité à sept niveaux définie par l'Insee en 2022.
Elle appartient à l'unité urbaine d'Esch-sur-Alzette (LUX)-Villerupt (partie française), une agglomération internationale regroupant cinq  communes, dont elle est ville-centre,,. Par ailleurs la commune fait partie de l'aire d'attraction de Luxembourg (partie française), dont elle est une commune de la couronne,. Cette aire, qui regroupe 115 communes, est catégorisée dans les aires de 700 000 habitants ou plus (hors Paris),.

### Occupation des sols
L'occupation des sols de la commune, telle qu'elle ressort de la base de données européenne d’occupation biophysique des sols Corine Land Cover (CLC), est marquée par l'importance des forêts et milieux semi-naturels (42,9 % en 2018), en augmentation par rapport à 1990 (23,5 %). La répartition détaillée en 2018 est la suivante :
zones urbanisées (37,4 %), milieux à végétation arbustive et/ou herbacée (23,6 %), forêts (19,3 %), terres arables (11,7 %), zones agricoles hétérogènes (4,7 %), prairies (3,2 %). L'évolution de l’occupation des sols de la commune et de ses infrastructures peut être observée sur les différentes représentations cartographiques du territoire : la carte de Cassini (XVIIIe siècle), la carte d'état-major (1820-1866) et les cartes ou photos aériennes de l'IGN pour la période actuelle (1950 à aujourd'hui).

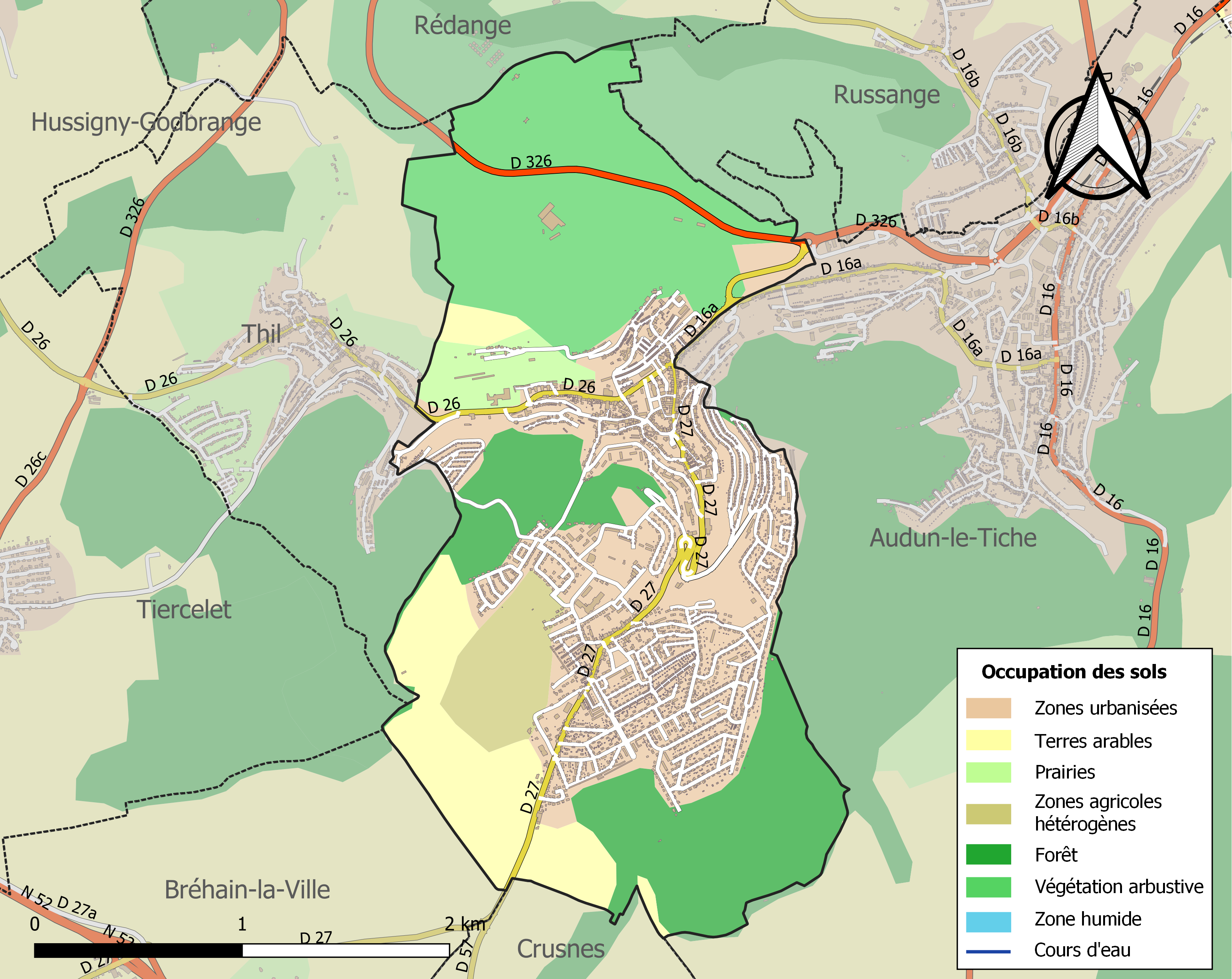
Carte des infrastructures et de l'occupation des sols de la commune en 2018 (CLC).

## Toponymie
Anciennes mentions : Viluirue en 1287, Villereux en 1573, Willeront au XVIIIe siècle, Ville-Rupt en 1749.

Wyler ou Weiler en allemand, Weller en luxembourgeois,.

De ville et rupt (ru) « ruisseau ».

### Microtoponymie
- Cantebonne : Cambourne (1383), Cantelbron (1756), Kamer (XIXe siècle). Kantelbron en luxembourgeois[19].
- Thutange : Tutingen en 1169, Tuttenges en 1572, Tutange (sans date).
- Micheville : Micheweller (1456), Micheweiler (1576), Petit-Villereux (XVIe siècle).

## Histoire

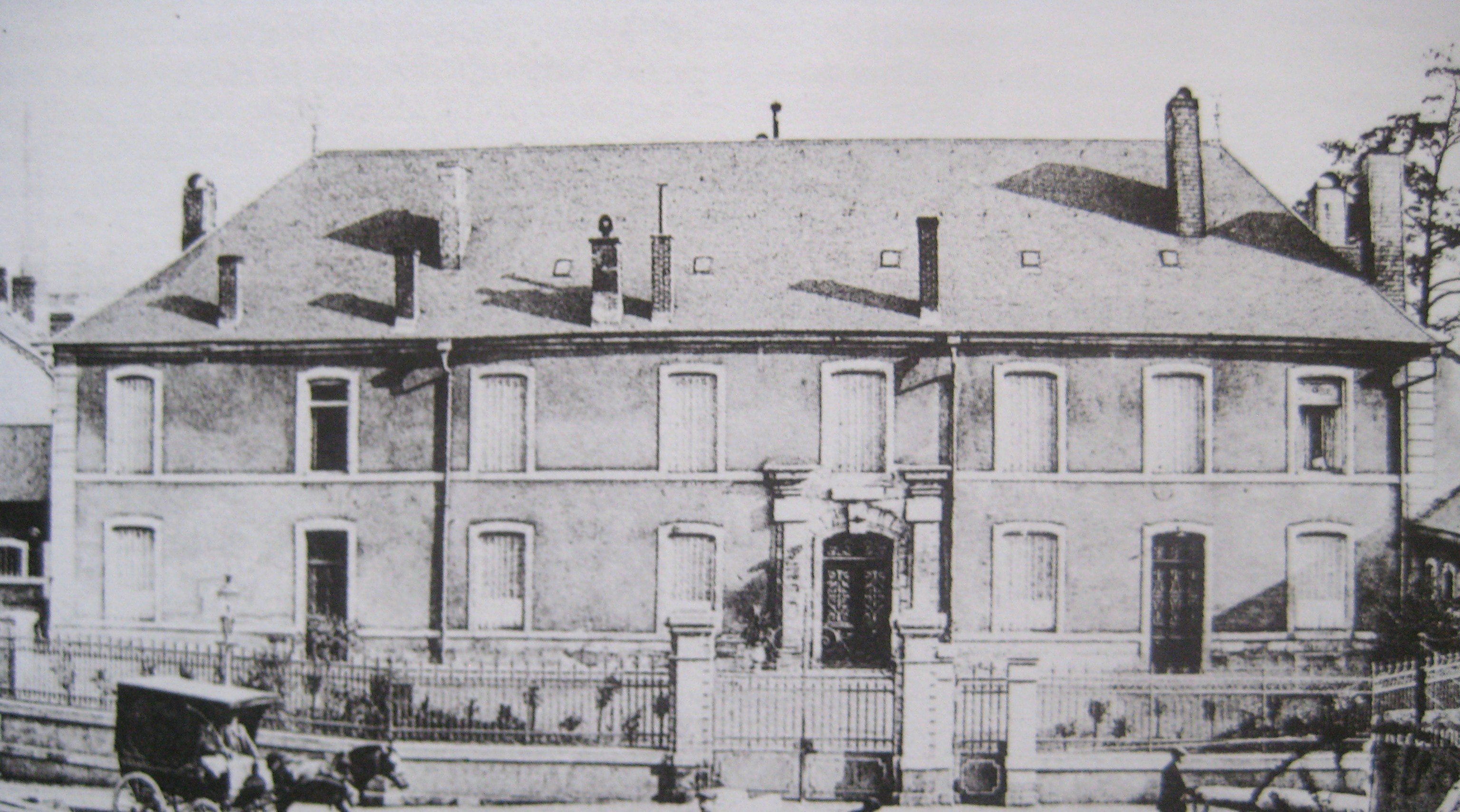
Château d'Aubrives à Villerupt.

La fondation de Villerupt est aussi impossible à déterminer qu’elle paraît ancienne. L’hypothèse fréquemment admise est que Villerupt fut peuplée dès l’époque du néolithique (entre 4500 et 1700 avant Jésus-Christ).
Si, en 1284, Anselme de Villerupt et les siens sont vassaux du comte Henri III de Luxembourg, c'est du comte de Bar que, en 1333, les Malberg, sires d'Audun-Le-Tiche, tiennent en fief Cantebonne et Villerupt.
Durant le Moyen Âge, l’histoire de Villerupt épouse celle de cette région frontière, appelée Lorraine à partir du IXe siècle, ballottée entre les royaumes de France et de Germanie.
Il est à noter que, dès ses origines, Villerupt, où l’existence d’une forge est attestée, travaille le minerai de fer. Mais c'est surtout pendant le XVIIe siècle que se développe progressivement la technique du haut fourneau.
Villerupt dispose alors d’un site avantageux de par la nature de sous-sol. En effet, le plateau lorrain à ossature calcaire contient une couche géologique d’un grand intérêt industriel : l’aalénien. Il renferme le minerai de fer lorrain, la « Minette ».
En 1817, Villerupt, village de l'ancienne province du Barrois sur l'Alzette, avait pour annexes le village de Thil, les hameaux de Cantebonne et de Micheville et le moulin de Tutange. À cette date, la commune comptait 363 habitants, répartis dans 72 maisons.

### Villerupt et Thil restent français en 1871 grâce à un Normand
En 1871, Adolphe Thiers souhaitait donner de l'espace à la place-forte de Belfort devant rester française. Les Allemands, qui n'ignoraient pas la grande valeur du sous-sol, acceptèrent à condition de récupérer à leur profit des communes en déplaçant vers l'ouest la frontière prévue lors des préliminaires de paix signés à Versailles le 26 février 1871. Les communes de Rédange, Thil, Villerupt, Aumetz, Boulange, Lommerange, Sainte-Marie-aux-Chênes, Vionville devenaient donc allemandes. L’humeur joviale d’un des négociateurs français, Augustin Pouyer-Quertier, qui plaisait à Bismarck, sauva du moins Villerupt : "... Je ne vous eusse pas obligé à devenir Français, dit-il au chancelier Bismarck, et vous me faites Allemand ! — Comment cela ?... Qui vous parle de prendre votre Normandie ?... — La chose est pourtant bien simple : je suis un des principaux actionnaires des forges de Villerupt, et vous voyez bien que, de ce côté, vous me faites Allemand. " Et Villerupt, comme Thil, resta française grâce au Normand Augustin Pouyer-Quertier, ministre des finances du gouvernement Thiers.

### Sidérurgie

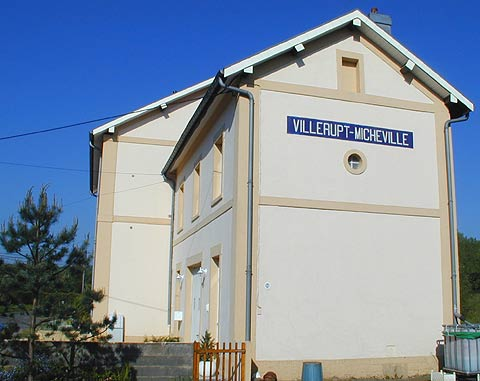
Ancienne gare.

La première mention des forges de Villerupt date en effet du XVe siècle, mais s'agit-il vraiment d'un haut fourneau ? Elles connaissent au maximum quatre hauts fourneaux au bois dont un qui se maintient jusqu'au XIXe siècle.
En 1831, des documents signalent l'existence des Forges de Sainte-Claire-lès-Villerupt, qui ont compté jusqu'à quatre hauts fourneaux au bois.
En 1866, ces deux établissements se regroupent pour former la Société des Usines de Villerupt et Sainte-Claire, celle-ci fusionne en 1894 avec la Société des fonderies d'Aubrives pour donner naissance à la Société d'Aubrives-Villerupt. Dès l'origine, la production de cette usine est orientée essentiellement vers la production de fonte.
À la veille de la Première Guerre mondiale, l'usine exploite deux hauts fourneaux.
L'année 1926 marque le rachat de l'usine de Laval-Dieu, datant de 1882 et où deux hauts fourneaux sont en activité depuis 1899 ; détruite après la Première Guerre mondiale, elle n'a jamais été reconstruite.
En 1930, l'usine de Villerupt compte deux hauts fourneaux ; en 1955, ils ont un diamètre de creuset de quatre mètres et une capacité de production de 125 000 tonnes de fonte de moulage par an.
Lors de la grande grève des mineurs de 1948, les ouvriers des cokeries font grève par solidarité. Dès le début de la grève, ils prennent en otage les patrons. Ils finissent par suspendre les mesures de sécurité. Lors de l'intervention des compagnies républicaines de sécurité (CRS), les ouvriers résistent armés de blocs de fer, de pierres, tuyaux de plomb et boulons, et font reculer les CRS qui ont 40 blessés.
Un nouveau haut fourneau est mis en service en 1960. En novembre 1968, l'usine de Villerupt cesse toute activité et le dernier haut fourneau est éteint.
L'usine de Micheville trouve son origine dans la création en 1872 de la Société Ferry et Cie, qui met à feu son premier haut fourneau en 1878. Dès 1873, il travailla au lancement de l'usine de Micheville et de 1880 à 1927, Ernest Nahan dirigea d'une manière paternaliste l'usine qui passa progressivement à six hauts fourneaux.
À la veille de la guerre de 1914-1918, cinq hauts fourneaux sont à feu et un sixième en reconstruction. Ils ont une capacité annuelle de production de 390 000 tonnes de fonte. L'usine est endommagée pendant la Première Guerre mondiale, mais des travaux de reconstruction sont lancés dès 1918.
En 1920, le haut fourneau no 1 est rallumé. En 1925, l'usine compte à nouveau six hauts fourneaux en état de marche. L'activité de l'usine est arrêtée pendant la Seconde Guerre mondiale.
Cette usine est à l'origine du développement de Villerupt. De modeste village, le bourg se mua progressivement en une petite ville industrielle, passant de 561 habitants en 1861 à 6 636 habitants en 1911 ; ensuite de 9 041 habitants en 1936 jusqu'à atteindre son maximum démographique à 16 300 habitants en 1966. La progression serait d'un rapport de près de 16 fois la population de 1861 !
Dans les années 1950, les quatre hauts fourneaux existants ont un volume compris entre 580 et 680 m3 ; un nouveau haut fourneau (1 bis), de 7,05 m de creuset, est allumé le 29 mai 1957. En 1959, l'usine comprend cinq hauts fourneaux, puis quatre en 1971 (les no 1, 3, 4 et 6).
En 1974, l'usine est définitivement arrêtée, c'est alors la création de la S.L.V. (Société des laminoirs de Villerupt).

## Politique et administration
Le canton de Villerupt est composé des communes de Bréhain-la-Ville, Crusnes, Errouville, Fillières, Hussigny-Godbrange, Laix, Longlaville, Morfontaine, Saulnes, Serrouville, Thil, Tiercelet, Villers-la-Montagne et Villerupt.
Par ailleurs, Villerupt fait partie depuis 2006 de la communauté de communes du Pays-Haut Val d'Alzette (CCPHVA) comprenant les communes de : Audun-le-Tiche, Aumetz, Boulange, Ottange, Rédange, Russange et Thil.
En 2010, la commune de Villerupt a été récompensée par le label « Ville Internet @@ ».

## Population et société: une commune très italienne

### Démographie

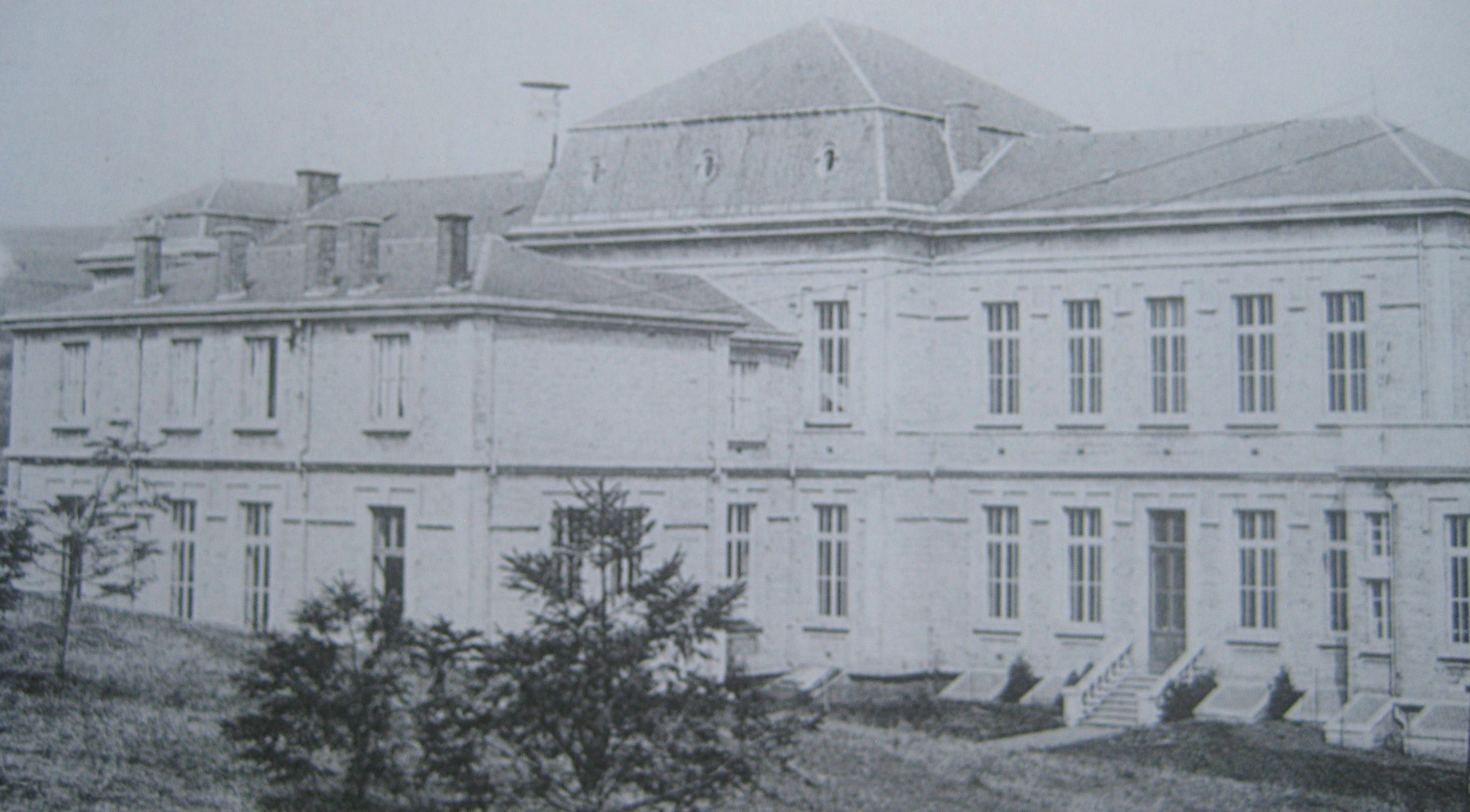
Ancien hôpital de Micheville.

Villerupt doit son essor urbain grâce à ses mines de fer qui sont à l'origine du développement de la sidérurgie et de la métallurgie.
L'agglomération actuelle, qui s'étend également sur le département de la Moselle avec la petite ville voisine d'Audun-le-Tiche, n'est qu'une partie d'une conurbation industrielle plus étendue qui franchit la frontière, dont le principal centre est la ville luxembourgeoise d'Esch-sur-Alzette.
En raison de la crise sidérurgique de la région, la population est passée de presque 15 000 habitants dans les années 1960 à moins de 10 000 aujourd'hui.
Avant que ne commence ce déclin urbain à partir des années 1970, la croissance de la population était stimulée en grande partie par l'immigration italienne. Villerupt est, à ce titre, sans doute l'une des communes les plus « italiennes » de France, ce qui peut se constater à la lecture de l'annuaire, la très grande majorité des noms de famille y étant à consonance italienne. Villerupt fut aussi comme Audun-le-Tiche et Hussigny-Godbrange un actif centre de l’immigration italienne qui fournissait une main-d’œuvre importante pour les besoins du bassin minier de la minette. Une grande partie de cette immigration italienne provenait de  Gualdo Tadino[réf. nécessaire].
Villerupt organise chaque année le Festival du film italien vers la fin du mois d'octobre.
Soucieuse de développer son volet culturel, Villerupt possède aussi une MJC dynamique proposant diverses activités, mais aussi une école de musique, une école de danse, une école d'arts plastiques et une salle de concerts et d'expositions dénommée La Cave.
La municipalité participe activement aux programmations sportives et culturelles proposées par le tissu associatif de la ville.

L'évolution du nombre d'habitants est connue à travers les recensements de la population effectués dans la commune depuis 1793. Pour les communes de plus de 10 000 habitants les recensements ont lieu chaque année à la suite d'une enquête par sondage auprès d'un échantillon d'adresses représentant 8 % de leurs logements, contrairement aux autres communes qui ont un recensement réel tous les cinq ans,.

En 2022, la commune comptait 10 086 habitants, en évolution de +4,57 % par rapport à 2016 (Meurthe-et-Moselle : −0,13 %, France hors Mayotte : +2,11 %).
| 1793 | 1800 | 1806 | 1821 | 1836 | 1841 | 1861 | 1866 | 1872 |
| ---- | ---- | ---- | ---- | ---- | ---- | ---- | ---- | ---- |
| 290  | 157  | 327  | 614  | 789  | 548  | 561  | 523  | 623  |

| 1876 | 1881  | 1886  | 1891  | 1896  | 1901  | 1906  | 1911  | 1921  |
| ---- | ----- | ----- | ----- | ----- | ----- | ----- | ----- | ----- |
| 726  | 1 226 | 1 552 | 1 720 | 3 659 | 5 449 | 6 636 | 8 569 | 6 058 |

| 1926  | 1931   | 1936  | 1946  | 1954   | 1962   | 1968   | 1975   | 1982   |
| ----- | ------ | ----- | ----- | ------ | ------ | ------ | ------ | ------ |
| 9 405 | 11 005 | 9 041 | 7 132 | 10 111 | 14 377 | 14 797 | 13 401 | 11 465 |

| 1990   | 1999  | 2006  | 2011  | 2016  | 2021   | 2022   | - | - |
| ------ | ----- | ----- | ----- | ----- | ------ | ------ | - | - |
| 10 070 | 9 686 | 9 594 | 9 387 | 9 645 | 10 069 | 10 086 | - | - |

## Culture locale et patrimoine

### Lieux et monuments

#### Édifices civils

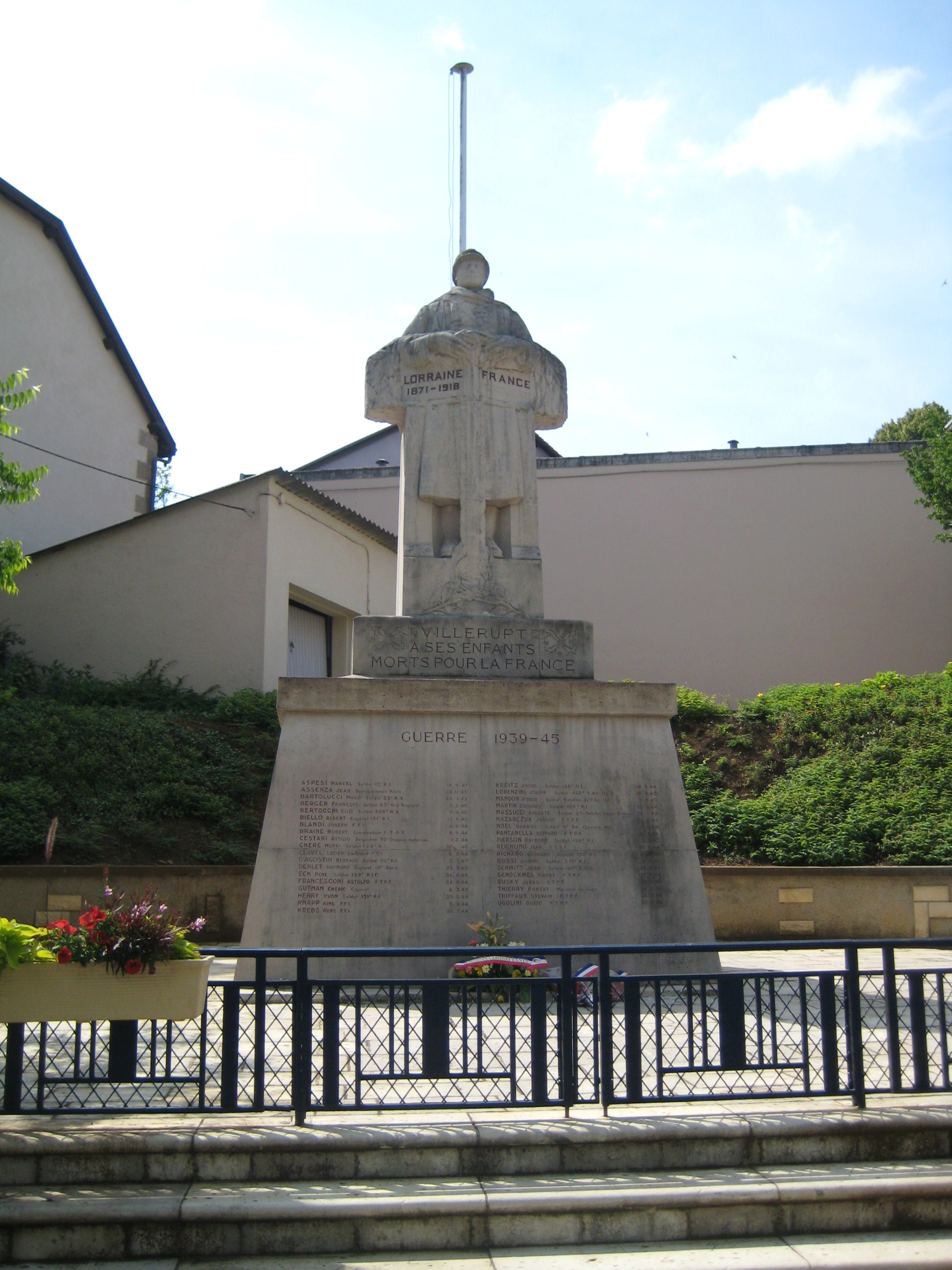
Monument aux morts de Villerupt.

- Salle des fêtes Maurice-Thorez, située au 1er étage de l’hôtel de ville – avenue Albert-Lebrun. La salle des fêtes de Villerupt a eu l'occasion d'accueillir de grands artistes tels que : Johnny Hallyday et Jimi Hendrix (15 octobre 1966), Jean Ferrat (12 décembre 1966), les Chœurs de l'Armée rouge (29 septembre 2007) et beaucoup d'autres encore.
- Ancien château seigneurial, première moitié du XVIIIe siècle, pour François Joseph de Hunault.
- Mur alvéolé (rue Gambetta) de l'ancienne usine sidérurgique d'Aubrive (les alvéoles étaient des « caisses à mine »).
- Cage à laminoir provenant du site de l'usine de Micheville et vieille locomotive servant à l'époque pour le transport du minerai de fer.
- Les cités de Butte, site unique en Lorraine. Une des caractéristiques de la géographie urbaine de Villerupt est sans aucun doute la présence d'un quartier de cités ouvrières construites dès 1908 en suivant les courbes de niveau du relief.
- L'exposition Guerino Angeli (né à Villerupt en 1926) visible au rez-de-chaussée et au deuxième étage de l'hôtel de ville.

#### Édifices religieux

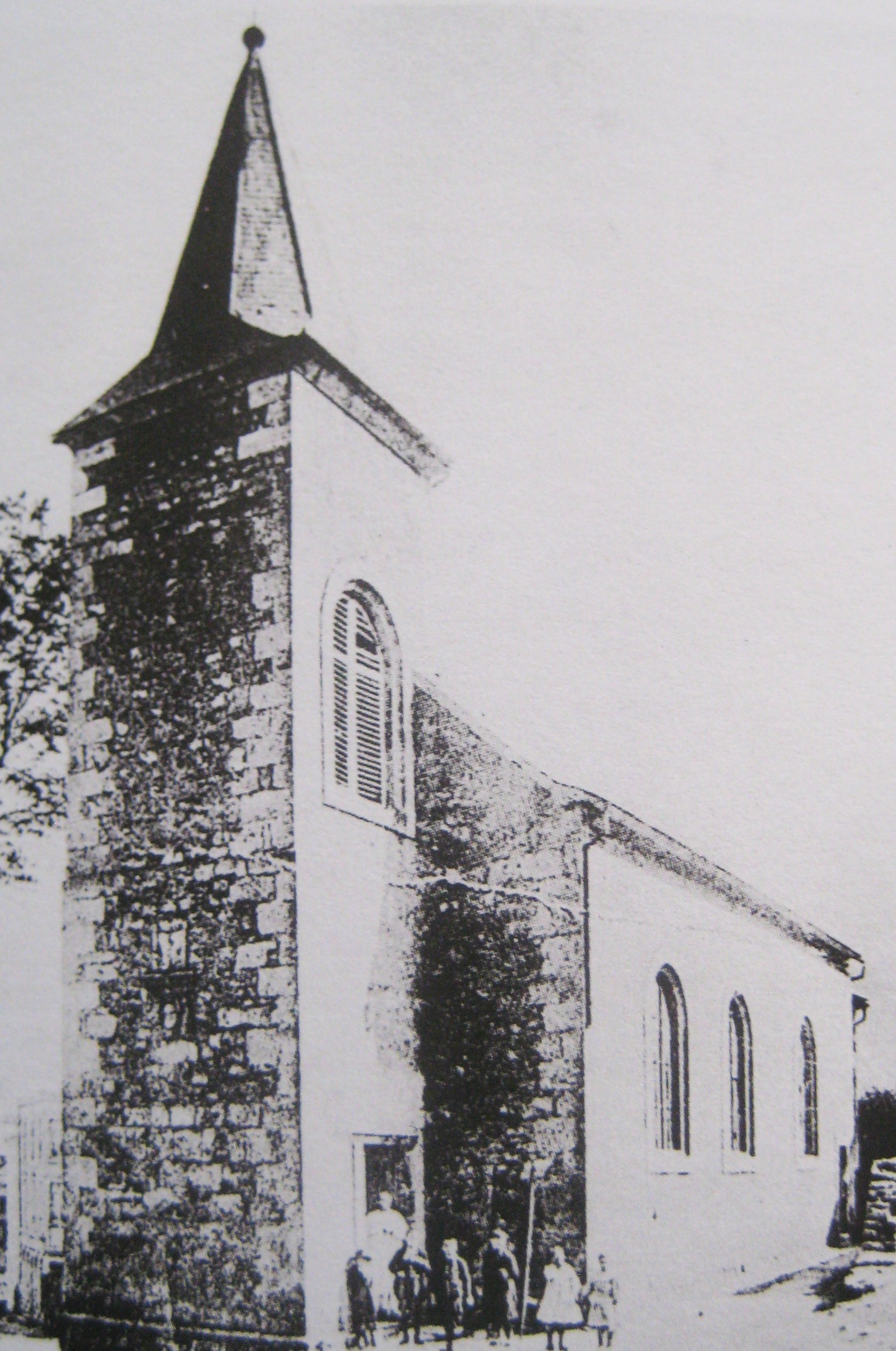
Ancienne église paroissiale de la-Nativité-de la-Vierge.

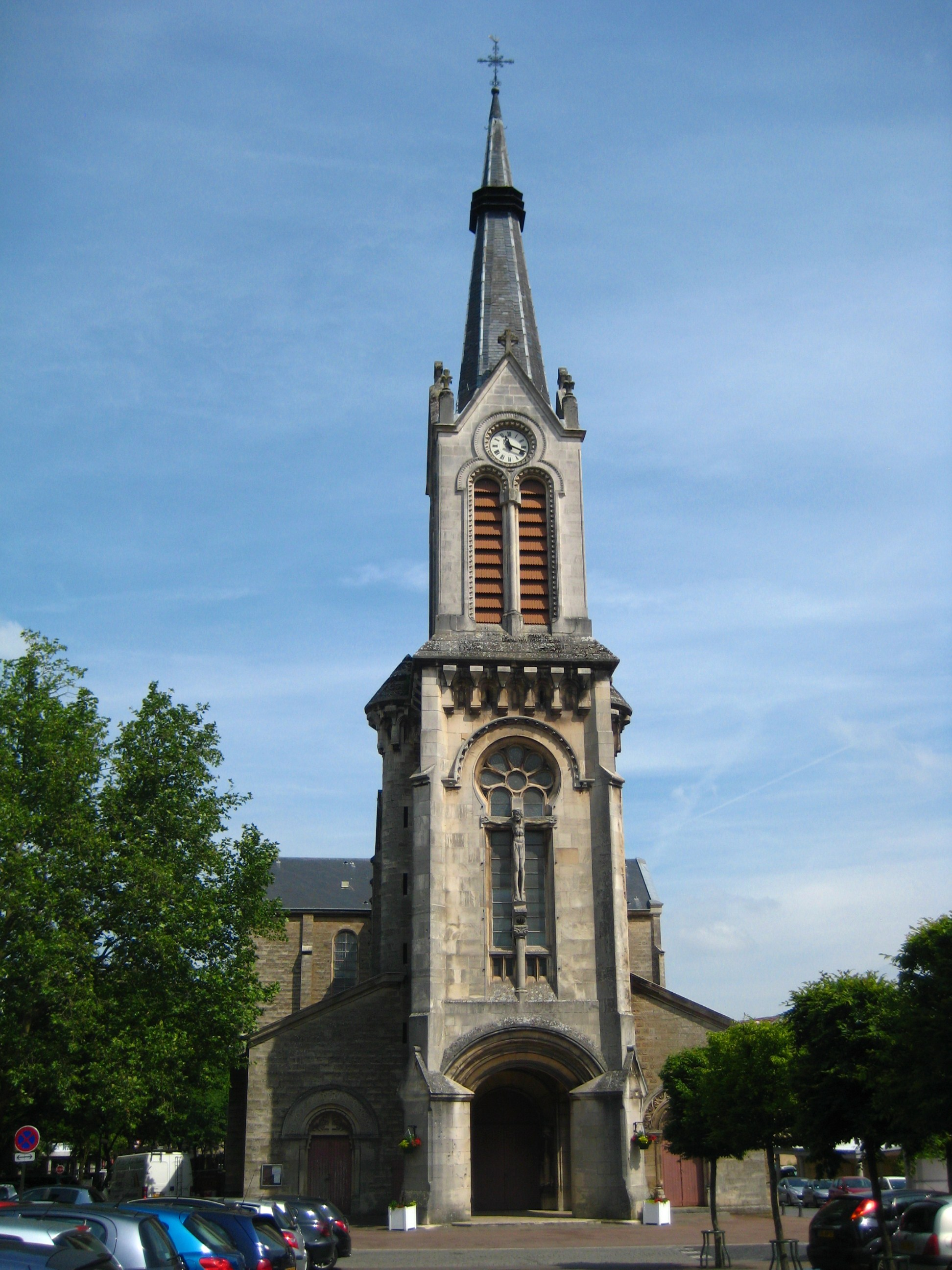
Nouvelle Église paroissiale de la-Nativité-de la-Vierge.

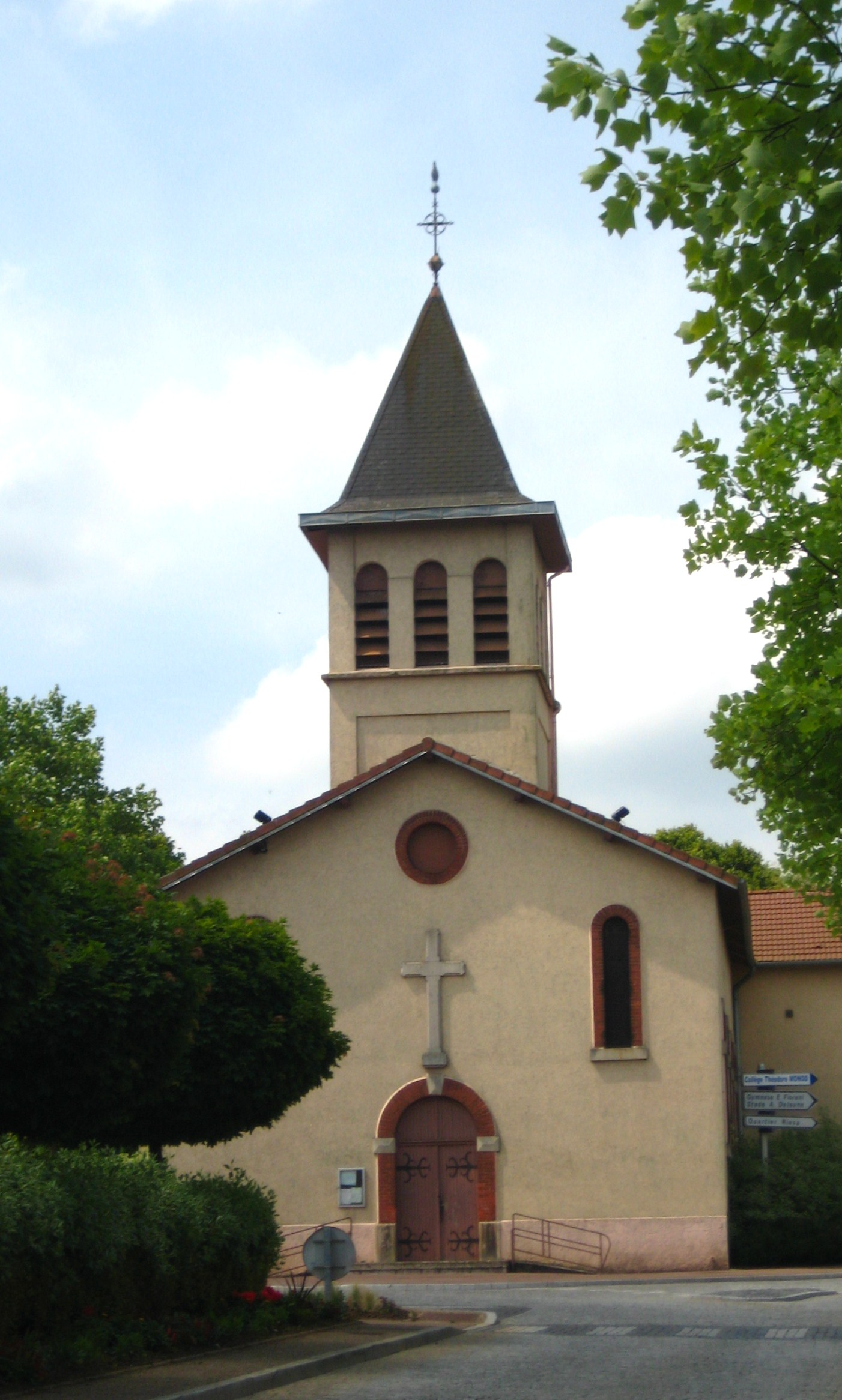
Chapelle Sainte-Croix de Cantebonne.

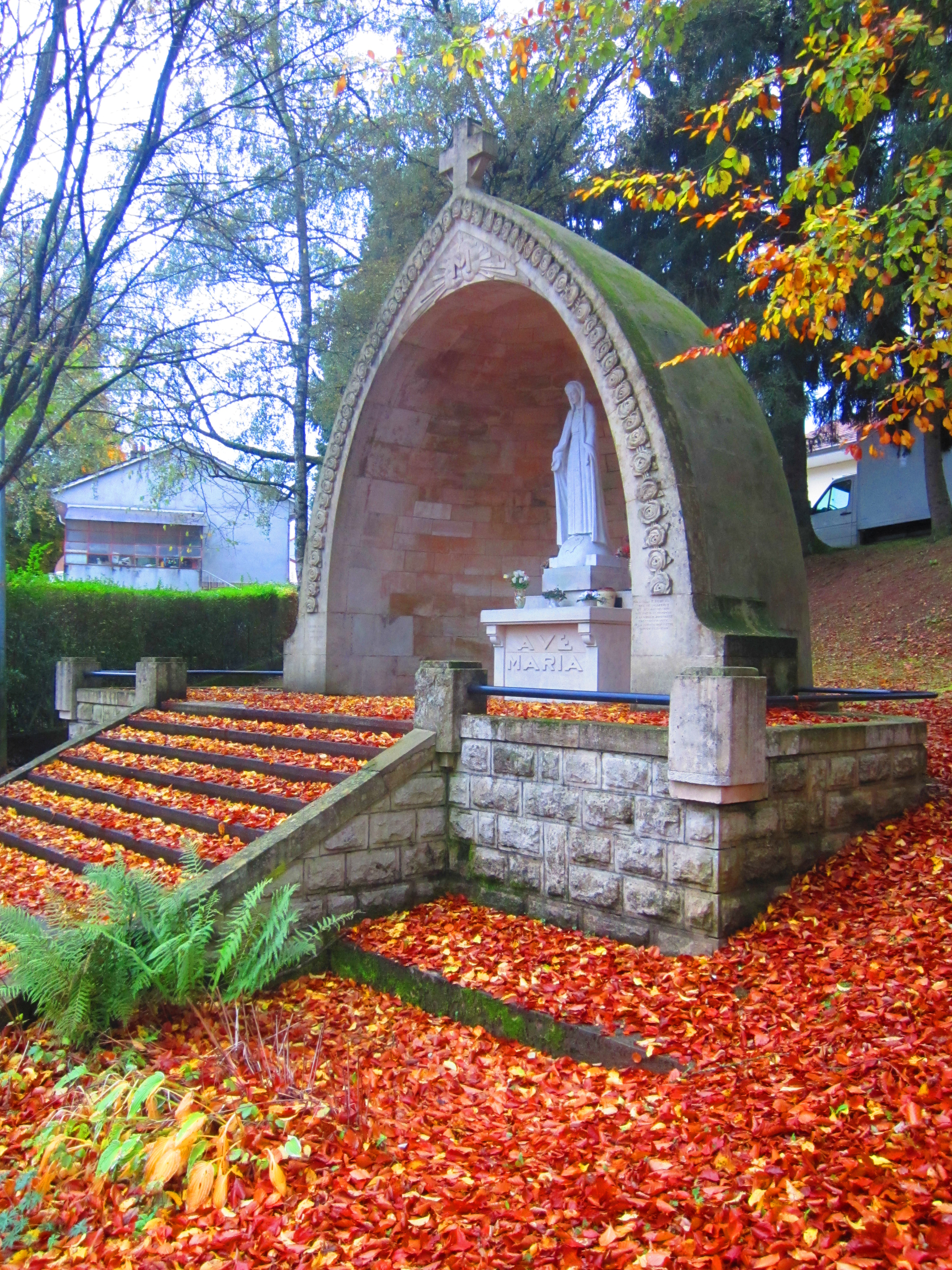
Oratoire à la Vierge.

- Ancienne église paroissiale de la-Nativité-de la-Vierge, construite en 1736, agrandie en 1844, fermée en 1905, détruite après 1905, autel en marbre. Une nouvelle église ayant été construite 200 mètres au nord, à la suite de l'augmentation de la population liée à l'essor de la sidérurgie. Elle se situait au-dessus du monument aux morts.
- Nouvelle église paroissiale de la-Nativité-de la-Vierge, construction début 1902 fin 1907. L'orgue de l'église datant du milieu du XIXe siècle, réparé en 1947, grâce aux dommages de guerre et restauré et classé monument historique en 2012.
- Chapelle Sainte-Croix de Cantebonne, XXe siècle. Chapelle construite et bénite en 1913, en remplacement d'une petite chapelle devenue fort vétuste et insuffisante ; clocher reconstruit après la guerre 1939-1945.
- Croix Monumentale, située 1 rue Carnot. Croix élevée en 1630 (date portée) aux frais de Gérard Villiribus et de son épouse Catherine. Remployée dans une façade de maison.
- Oratoire à la Vierge, ce monument à la Vierge Immaculée a été élevé en reconnaissance de la protection reçue pendant la guerre 1939-1945.

## Personnalités liées à la commune
- Pierre Dorsini, footballeur
- Gilles Benizio, alias Dino du duo comique Shirley et Dino
- Aurélie Filippetti, femme politique, romancière française et ministre de la culture
- Frédéric Vion, journaliste français
- Olivier Jacque, champion motocycliste
- Rebecca Manzoni, journaliste et animatrice radio et télévision
- Carlo Molinari, ancien président du FC Metz
- Frédéric Biancalani, footballeur
- Ludovic Biancalani, footballeur
- Christophe Borbiconi, footballeur
- Stéphane Borbiconi, footballeur
- Patrick Formica, footballeur français
- Pascal Raspollini, footballeur français
- Georges Sesia, ancien footballeur français
- Baru, dessinateur de bandes dessinées
- Arnaud Lepercq, homme politique
- Pierre Croce, humoriste et vidéaste
- William Dessaint, ethnologue
- René Grandpierre (1894-1950), président de la Société des Aciéries de Micheville à Villerupt de 1947 à 1950 (une avenue de la commune porte son nom)[réf. nécessaire]

### Héraldique, devise et logotype

#### Blason
| Blason de Villerupt | Blason  | Parti : au 1er mi-parti d'azur à deux bars adossés d'or, accostés de deux croix de Lorraine du même et accompagnés en chef et en pointe de deux croisettes recroisetées d'argent, au 2e d'or au haut-fourneau de sable, maçonné du champ, enflammé de gueules, posé sur une terrasse de sable chargé d'une coulée de gueules.                                                 |
| Blason de Villerupt | Détails | La partie 'azur' (gauche) représente la moitié des armoiries de Villers la Montagne, rappelant l’ancien bailliage établi en ce lieu, succédant à une châtellerie et prévôté dont dépendait Villerupt. La deuxième moitié (droite) symbolise le champo d’or : la richesse apportée au pays par l’industrie, le haut fourneau. Le statut officiel du blason reste à déterminer. |

#### Logotype
La forme rouge symbolise la vie, l'énergie. Après une période de déclin (usine), la courbe remonte pour créer un ensemble proche de la lettre V de Villerupt.
Les rayures bleues dans une forme carrée symbolisent un proche passé où l’on a vu une industrie stagner puis s’effondrer.
Les rayures vertes et la partie blanche du cercle permet de mettre en évidence le virage opéré par le cheminement de la vie. En opposition au passé symbolisé par le bleu.

## Pour approfondir